# Џермантон (Северна Каролина)
Џермантон (енгл. Germanton) насељено је место без административног статуса у америчкој савезној држави Северна Каролина.

## Демографија
По попису из 2010. године број становника је 827.
| Група             | 2000.    | 2010.       |
| Белци             | 0 (0,0%) | 772 (93,3%) |
| Афроамериканци    | 0 (0,0%) | 33 (4,0%)   |
| Азијати           | 0 (0,0%) | 2 (0,2%)    |
| Хиспаноамериканци | 0 (0,0%) | 16 (1,9%)   |
| Укупно            | 0        | 827         |